# Bruskowo Wielkie
Bruskowo Wielkie (deutsch Groß Brüskow, slowinzisch Vjẽlħė Brȧ̃skɵvɵ) ist ein Dorf in der Gemeinde Redzikowo (Reitz) im Powiat Słupski (Stolper Kreis) der polnischen Woiwodschaft Westpommern.

## Geographische Lage
Das Kirchdorf liegt in Hinterpommern, etwa neun Kilometer nordwestlich von Słupsk (Stolp) am ausgedehnten Groß Brüskower Moor, das im Südosten von einer Hügelkette, den Birkower Bergen, begrenzt wird. Bei Groß Brüskow entsteht die Motz oder Stolper Motze, die bei Pieszcz (Peest) in die Wipper mündet.
Zwischen dem Dorf und den Birkower Bergen liegt das 103 Hektar umfassende Groß Brüskower Moor. In dem Torfmoor wurde noch bis 1945 Torf gestochen, im Freien gestapelt und zu Brennmaterial getrocknet.
Charakteristisch für die ländliche Umgebung des Dorfs sind Weißstorch-Nester auf Hausdächern und Türmen sowie vereinzelte, rundliche Findlinge mit glatter Oberfläche, die aus dem Erdboden ragen.

## Geschichte

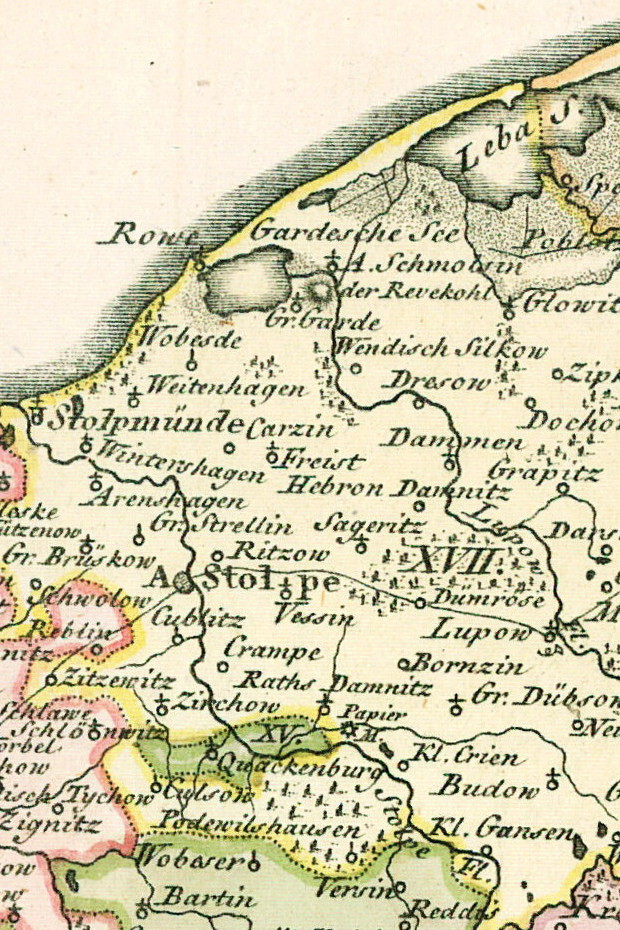
Groß Brüskow (Gr. Brüskow), Kirchdorf, nordwestlich der Stadt Stolp (früher Stolpe geschrieben), links des Flusses Stolpe und südlich von Stolpmünde an der Ostsee, auf einer Landkarte von 1794

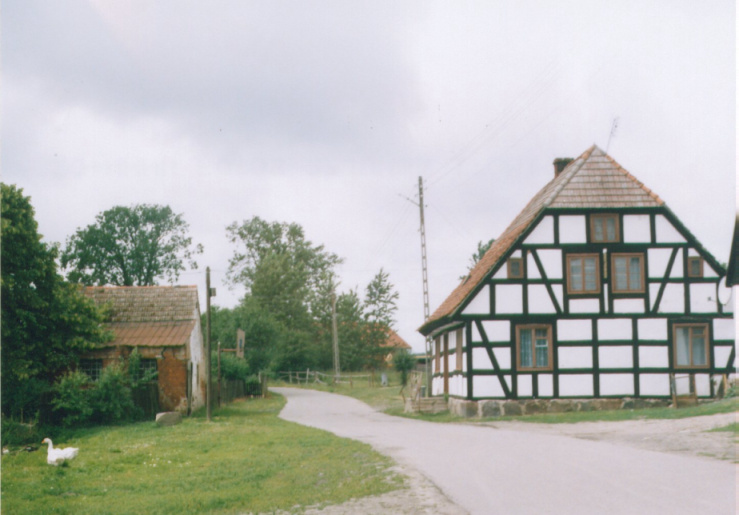
Fachwerkhaus in Groß Brüskow

Dorfstraße von Groß Brüskow, vom Obergeschoss des Schulgebäudes aus gesehen (1942)

Im Jahr 1536, kurz nach Einführung der Reformation in Pommern, befand sich das Dorf Brüskow im Besitz des Herzogs Barnim IX. In preußischer Zeit war Groß Brüskow eines der achtzehn königlichen Dörfer des Stolper Amts. Um 1768 gab es in Groß Brüskow 12 landwirtschaftliche Betriebe.
Im 18. Jahrhundert gehörte zu Groß Brüskow ein 609 Morgen großes Vorwerk. 1784 gab es im Dorf sieben Bauern, einschließlich des Schulzen, drei Kossäten, acht Büdner, einschließlich des Schmieds, einen Schulmeister und einen Prediger.
Bis zur Agrarreform am Anfang des 19. Jahrhunderts waren die Bauern und Kossäten des Dorfs auf dem Vorwerk dienstpflichtig. Nach Durchführung der Agrarreform in den 20er Jahren des 19. Jahrhunderts wurde das Vorwerk Groß Brüskow von der preußischen Regierung in Köslin zum Kauf angeboten.
Die Gemeindefläche war 1860 Hektar groß. Auf der Gemarkung der Gemeinde standen insgesamt 87 bewohnte Wohnhäuser an fünf verschiedenen Wohnstätten:
- Dodow
- Forsthaus Buchhorst
- Forsthaus Scharfenstein
- Friedrichsthal
- Groß Brüskow

In Dodow gab es um 1800 eine Ziegelei.
Um 1935 hatte Groß Brüskow unter anderem zwei Gasthöfe, eine Niederlassung der Spar- und Darlehnskasse, zwei Gemischtwarenläden, eine Windmühle, eine Schmiede, zwei Stellmachereien und zwei Tischlereien.
Im Jahr 1939 wurden 154 Haushaltungen und 608 Einwohner gezählt.
Die Gemeinde hatte einen eigenen Bürgermeister ein Standesamt, eine Grundschule und einen evangelischen Pfarrer, der im Pfarrhaus residierte. Groß Brüskow war der Wohnsitz der selbständigen regionalen Hebamme, der von der Verwaltung des Landkreises Stolp insgesamt elf Dörfer zur Betreuung zugewiesen worden waren.
Schräg gegenüber des Gehöfts des Bauern Holtz, an der Straßenseite des Schulgebäudes und nicht weit von diesem entfernt, stand ein Feuerwehr-Spritzenhäuschen, zu dem der Bürgermeister den Schlüssel hatte. Gelegentlich wurde das Spritzenhäuschen als vorübergehender Aufenthaltsraum für in Gewahrsam genommene Personen genutzt. Im Dorfkern war ein Löschteich.
Die Bevölkerung lebte hauptsächlich von Ackerbau und Viehzucht, in geringerem Maße auch von der Forstwirtschaft. Im 19. Jahrhundert waren Groß Brüskow und seine Nachbardörfer bekannt für ihren Flachsanbau. Die Windmühle wurde zuletzt von dem Müller Jens betrieben, der mit seiner Familie bei der Mühle
wohnte.
Die Landgemeinde Groß Brüskow gehörte vor 1945 zum Landkreis Stolp im Regierungsbezirk Köslin der preußischen Provinz Pommern des Deutschen Reichs. Groß Brüskow war Sitz des Amtsbezirks Groß Brüskow.
Gegen Ende des Zweiten Weltkriegs wurde Groß Brüskow am 8. März 1945 kampflos von der Roten Armee eingenommen. Anfangs kam es zu zahlreichen Übergriffen gegenüber der Dorfbevölkerung. Am 30. März 1945 mussten die Brüskower ihr Dorf vorübergehend verlassen, da es innerhalb des sowjetischen Sperrgebiets an der Ostsee lag. Sie wichen nach Birkow und in andere Nachbarorte aus. Im Sommer 1945 wurde in Groß Brüskow eine sowjetische Kommandantur eingerichtet, der auch Birkow unterstand. Der neue Kommandant ließ die Felder bestellen und genehmigte das Abhalten von Gottesdiensten. Nachdem der sowjetische Kommandant mit seinen Soldaten nach Groß Massowitz im Landkreis Lauenburg i. Pom. abgezogen war, wurde der Ort der Volksrepublik Polen zur Verwaltung überlassen. Es trafen nun nach und nach polnische Zivilisten ein, von denen die einheimischen Dorfbewohner aus ihren Häusern und Gehöften gedrängt wurden und die ihr Eigentum beschlagnahmten. Es begann nun auch die Vertreibung der einheimischen Dorfbewohner durch die polnische Administration: Am  24. August 1946 morgens um 5 Uhr wurde in einer Überraschungsaktion ein Teil der Dorfbewohner in den Saal des Gasthofs Strauß gebracht und am darauffolgenden Tag vom Bahnhof Stolp aus in Richtung Westen deportiert. Weitere Transporte folgten.
Später wurden in der Bundesrepublik Deutschland 186 und in der DDR 188 aus Groß Brüskow vertriebene Dorfbewohner ermittelt.
Zwischen 1975 und 1998 gehörte Bruskowo Wielkie zur Wojewodschaft Słupsk.

### Demographie
| Jahr | Einwohner | Anmerkungen |
| ---- | --------- | --- |
| 1782 | –         | Amtsdorf des königlichen Domänenamts Stolp, mit einem ritterfreien Vorwerk, sieben Bauernstellen, darunter der Schulze, drei Kossäten, acht Büdnern, darunter der Schmied, einem Schulmeister, einem Prediger, einer zur Stolper Synode gehörigen Mutterkirche und 21 Feuerstellen (Haushaltungen) |
| 1818 | 225       | Kirchdorf, königliches Amtsdorf |
| 1832 | 290       | Dorf, mit 43 Häusern und einer Mutterkirche |
| 1852 | 297       | Pfarrdorf |
| 1864 | 310       | am 3. Dezember, Gemeindebezirk |
| 1867 | 338       | am 3. Dezember, Domänen-Amtsdorf |
| 1871 | 351       | am 1. Dezember, Domänen-Amtsdorf, sämtlich Evangelische |
| 1885 | 514       | am 1. Dezember, Landgemeinde, sämtlich Evangelische |
| 1890 | 512       | am 1. Dezember, Gemeindebezirk |
| 1910 | 498       | am 1. Dezember, Landgemeinde |
| 1925 | 582       | Landgemeinde, davon 570 Evangelische und zwölf Katholiken |
| 1933 | 569       | [ 28 ] |
| 1939 | 608       | [ 28 ] |

## Amtsbezirk Groß Brüskow
Vor 1945 bildete Groß Brüskow mit den Gemeinden Birkow, Grünhagen, Klein Brüskow, Schwolow und Steinwald den Bezirk des Amtes Groß Brüskow im Landkreis Stolp im Regierungsbezirk Köslin der preußischen Provinz Pommern. Das Standesamt war ebenfalls in Groß Brüskow angesiedelt. Gendarmeriebezirk war Klein Strellin und Amtsgerichtsbereich Stolp.

## Kirche

### Pfarrkirche

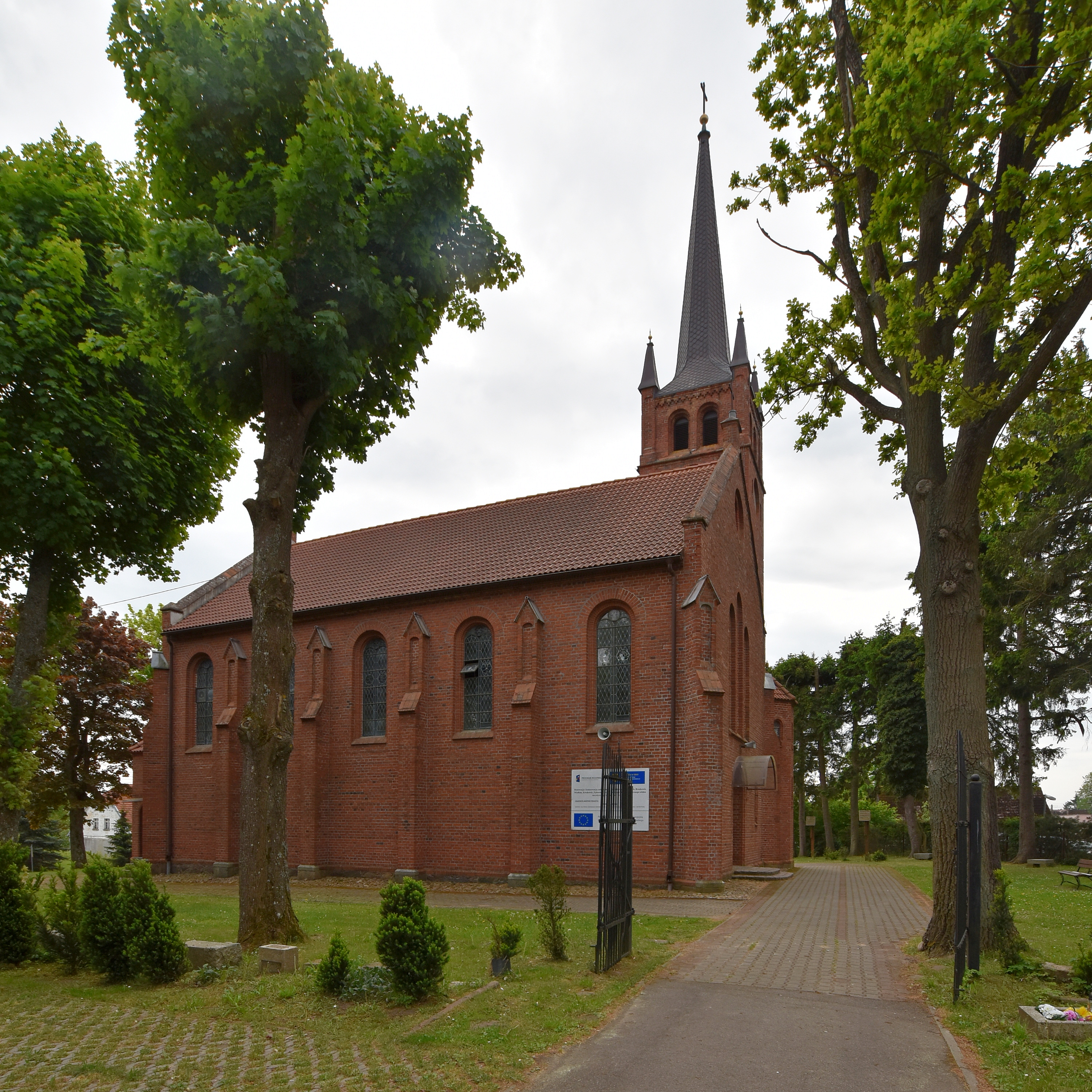
Dorfkirche (2023), bis 1945 Gotteshaus der evangelischen Gemeinde Groß Brüskow

Die Kirche in Groß Brüskow wird 1490 in einer Urkunde erstmals genannt. Doch musste das alte Gotteshaus 1863 einem Neubau weichen. Im Mittelfenster des Chores wurde ein kleines Wappenbild mit Unterschrift eingebracht, das den vollen Titel des Herzogs Ernst Bogislaw von Croy enthielt. Eine der drei Glocken der Kirche, gegossen 1594, entging dem Einschmelzen für Munitionszwecke im Zweiten Weltkrieg: man fand sie auf einem Glockenfriedhof und brachte sie 1963 nach Frixheim bei Rommerskirchen, wo sie seither läutet. Eine der Glocken war auf der Halsfläche mit dem Wappen des Deutschen Ordens verziert.
Im Jahre 1945 wurde das bisher evangelische Gotteshaus von der polnischen Administration zugunsten der polnischen katholischen Kirche zwangsenteignet und am 3. November 1945 vom polnischen katholischen Klerus ‚neu geweiht‘.

### Kirchspiel/Pfarrei bis 1945
Bis 1945 war die Bevölkerung von Groß Brüskow überwiegend evangelischer Konfession. Der Ort war evangelischer Pfarrsitz, vor 1945 Zentrum des Kirchspiels Groß Brüskow mit der Kirchengemeinde Groß Brüskow (und den eingepfarrten Orten Dodow, Friedrichsthal, Grünhagen und Klein Brüskow) und der Filialkirchengemeinde Schwolow (mit der Försterei Scharfenstein und Teilen von Steinwald). 1586 sollte die „filia“ Schwolow abgetrennt werden, blieb aber mit der „mater“ Groß Brüskow verbunden.
Das Kirchspiel Groß Brüskow zählte 1940 1238 Gemeindeglieder. Es gehörte zum Kirchenkreis Stolp-Stadt in der Kirchenprovinz Pommern der Kirche der Altpreußischen Union. Der Bestand an Kirchenbüchern reichte bis 1780 zurück.

### Polnisches Kirchspiel seit 1945
Die seit 1945 und Vertreibung der einheimischen Dorfbewohner anwesende polnische Einwohnerschaft ist fast ausnahmslos römisch-katholischer Konfession. Am 1. Juni 1951 wurde der Ort Sitz einer Pfarrei, zu der heute die Filialgemeinden Bierkowo (Birkow) und Swołowo (Schwolow) bei insgesamt 2338 Gemeindegliedern gehören. Messfeiern finden außerdem in Gałęzinowo (Überlauf) und Krzemienica (Steinwald) statt. Die Pfarrei gehört zum Dekanat Ustka (Stolpmünde) im Bistum Köslin-Kolberg der Katholischen Kirche in Polen.
Die wenigen evangelischen Polen im Ort werden jetzt vom Pfarramt der Heilig-Kreuz-Kirche in Słupsk (Stolp) in der Diözese Pommern-Großpolen der Evangelisch-Augsburgischen Kirche in Polen betreut.

## Schule

Ehemaliges Schulhaus Groß Brüskow (1984)

Eine Schule wird in Groß Brüskow zum ersten Mal im Jahre 1664 erwähnt. Vermutlich erteilte damals der Pfarrer den Unterricht selbst, wie das längere Zeit ausdrücklich bezeugt wird. Erster Schulmeister war 1711 der Einwohner Hans Kneip.
In der 1932 dreistufigen Volksschule unterrichteten zwei Lehrer in drei Klassen 76 Schulkinder.
Das 1945 vorhandene Schulgebäude stand am Dorfausgang Richtung Friedrichsthal. Im Erdgeschoss links war die Wohnung der Familie des Schulleiters Zielke.  In der Mansardenwohnung im Obergeschoss wohnte die Familie der Witwe Frieda Krause († 1990 in Schiefbahn am linken Niederrhein), frei praktizierende Hebamme der ländlichen Region. Bei der Schule zweigte ein Sandweg ab, der am Torfmoor entlang zur Windmühle führte.

## Verkehr
Die nächste Stadt ist Stolp, mit der die Ortschaft über eine Landstraße verbunden ist.
Die nächste Bahnstation befindet sich in Stolp.

## Söhne und Töchter des Ortes
- Petrus Laurentius Wockenfuß (1675–1721), deutscher Komponist und Kantor